# New Look
 For alternative betydninger, se New Look (Matador).
New look (= nyt udseende, ny mode) var en kollektion af modetøj til kvinder, som designeren Christian Dior lancerede i foråret 1947. Kollektionen markerede et opgør med den grå og kedelige stil, som havde hersket under anden verdenskrig, for i stedet at give tidens kvinder en ny, feminin stil med brusende skørter, lille talje, hat og handsker. New look fik stor indflydelse på moden og det kommende årtis designere.

## Modens gyldne tiår
Dior havde frem mod lanceringen arbejdet med feberagtig iver i sit modehus i Avenue Montaigne 30 i Paris. Han averterede efter mannequiner, og blev oversvømmet af ansøgere, da de franske bordeller lukkede i 1946 som følge af Marthe Richard-loven. Blandt kvinderne derfra fandt han dog kun én model, Marie-Thérèse; resten blev hentet fra den etablerede modeverden. Samtlige var dog meget slanke, så Dior bad dem om at vattere hofter og byste.
Kollektionen skabte især opsigt på grund af de mange meter luksusstoffer, som gik til at skabe blot en enkelt kjole. I en tid med streng rationering af tekstiler var kvinder blevet vant til at gå i antræk syet af det tøj, de nu kunne få fat i, såsom lagner og gardiner. Dior var overbevist om, at det var de gået træt af. Han kaldte sin opsigtsvækkende kollektion Corolle (= blomsterkrone); men Carmel Snow fra Harper's Bazaar udbrød efter Diors første modefremvisning i Paris 12. februar 1947: "Det er jo en revolution, kære Christian! Your dresses have such a new look!" Og den betegnelse - new look - blev hængende i.
Med denne kollektion satte Christian Dior sig selv i front i modeverdenen. New look holdt sig til Diors død i 1957, men er genoplivet flere gange, både af huset Dior, men også af andre som stilikon eller inspiration. Vogue havde på sin forside 1. april 1947 en tegning af en Dior-model, beskrevet inde i bladet: "Christian Dior, nyt modehus med ny energi, nye idéer, viser her en variation af sit torvkoneskørt - stivet, struttende, plisseret nederst."
"Jeg mærkede en elektrisk spænding, som jeg aldrig før havde følt indenfor couture," skrev Bettina Ballard, korrespondent ved American Vogue, før visningen. "Den første pige trådte hurtigt frem, hvirvlede i det tætpakkede rum, væltede askebægre med et slag fra sin plisserede nederdel, og fik alle til at rykke frem i sæderne…Efter at nogle flere antræk var kommet forbi, alle i det samme hastige tempo, vidste tilskuerne, at Dior havde skabt et new look… Vi var vidner til en revolution i moden…." Olivia de Havilland købte hans Passe-Partout-dragt til 30.000 francs; Rita Hayworth sikrede sig en blå aftenkjole af to lag taffeta til premieren på filmen Gilda.
I London viste den franske ambassade i al hemmelighed kollektionen til en nysgerrig prinsesse Elizabeth, prinsesse Margaret og deres mor. Mens britiske designere tog til Paris for at lære den nye mode at kende, kom franskmænd til Savile Row, Londons fornemste skræddergade, for at lære formsøm. Da prinsesse Margaret fejrede sin 21-årsdag i 1951, var det i en new look-kjole fra Dior.
Selv skrev Dior om den nye moderetning: "Det var, som om Europa var træt af at slippe bomber og i stedet ville sende noget fyrværkeri op." Men mange kritiserede ham for at fjerne kvindernes nye uafhængighed ved at stramme dem ind i korsetter og indhylle dem i lange skørter. I september 1947 gik Dior i land i New York, og blev mødt med en storm af kritik fra amerikanske mænd for at skjule kvindernes ben med sine længere skørter. I Los Angeles ventede en mængde anonyme breve fra folk, der var oprørt over hans blottelse af kvindens byste. Han blev beskyldt for umoral, og for at vise for lidt eller for meget. I Chicago ventede, hvad han kaldte "suffragettehusmødre" med protestplakater: "Brænd monsieur Dior!"
"Vi afskyr kjoler ned til gulvet! Kvinder, slut jer til frihed indenfor påklædning!" stod der på de plakater, som "Lidt-nedenfor-knæene-klubben" bar til sin demonstration mod new look i Chicago. Coco Chanel, stjernen på førkrigstidens modehimmel, bemærkede hånligt, at "Dior giver ikke kvinderne tøj på, han polstrer dem!"
Og det er rigtig nok, at Dior, for at understrege bystens linjer, benyttede gummipuder i BH’erne. Hans korset gik under navnet Waspie (= hvepsen), og genskabte den romantiske, hyperfeminine fin de siècle-silhouet, han huskede fra sin mor. Dior sagde selv, at han var inspireret af de smukke, elegante antræk, hun gik i, når hun deltog ved væddeløbene i Deauville tidligt i 1900-tallet.
Korsetter blev under den britiske tekstilrationering anset som et unødvendigt stykke tøj, der kun kunne erhverves ved lægeerklæring. Leder af det britiske handelskammer, den senere statsminister Harold Wilson, så ingen anden udvej end at forbyde enhver omtale af Dior i modebladet British Vogue. Både i Storbritannien, Frankrig og USA oplevede kvinder, der var tidligt ude med at være iført new look-antræk, at blive angrebet på gaden og få tøjet slidt itu af andre kvinder, der var oprørte over antrækkenes voldsomme overforbrug af tekstiler.
Dior gav hver kreation et navn, og et af hans mest berømte værker troede man længe, var gået tabt. Historikerne havde kun billeder af Zémire, en dragt fra 1954. Men efter 50 år dukkede en rød udgave op i en kælder ved Seinen i Paris, ødelagt af fugt og slet lapning. V & A købte dragten på auktion i Paris, og det tog muséets tekstilkonservatorer otte måneder at restaurere den. Dragten er typisk new look, med smal talje og sømløse skuldre.
I 1950 gik Dior ind for "den vertikale linje", og klædte Marlene Dietrich på til en filmrolle. Forårskollektionen i 1953, kaldt Tulipan, fremviste en overflod av blomstrede stoffer. Foråret 1955 lancerede Dior A-linjen, uden talje og med en silhouet, der skrånede ud over hofter og ben i et A.
I Christian Dior-muséet i Granville er mange af antrækkene udstillet.

## Industri og arbejdspladser
"Modens gyldne tiår" 1947-57 skabte liv og arbejdspladser i et krigshærget Europa. Fremstilling af underskørter alene var en industri for sig. I Paris fandtes en gade med fabrikker kun for handskesyning. Dior havde 85 ansatte i 1946; i slutningen af 1950’erne beskæftigede han omkring 1.200, der fremstillede 12.000 kjoler årligt. Paris havde 50 modehuse, der lavede haute couture, og modeindustrien blev vigtig for fransk økonomi. I 1949 stod Dior alene for fem pct af værdien af fransk eksport. Men i udgangspunktet var myndighederne kritiske til new looks store forbrug af stof. Ifølge avisen the Independent frygtede Labours statsråd Stafford Cripps, at den nye mode ville "opfordre kvinder til letsindighed"; men hans efterfølger Harold Wilson lod kvinderne købe de nye omfangsrige skørter med tilføjelsen: "De må bare have færre af dem."
Diors længere nederdele vakte i 1947 uro og stor diskussion i Sverige. Regeringsindgriben i en eller anden form blev tilrådet, da udregninger påviste, at en forlængelse af nederdelene ville koste det svenske samfund ti millioner kroner, fraset detailhandlernes tab på lagrene af nederdele syet med den tidligere længde.

## Trivia
New look har lagt navn til sidste afsnit af Matador, hvor Ellen Skjern kommer hjem til Korsbæk fra Paris iført en Dior-kjole.

## Eksterne links
- Diors egen side:
- Harper's Bazaar: